# Nachal Hejman
Nachal Hejman (hebrejsky נחל הימן) je vádí v jižním Izraeli, v centrální části Negevské pouště.
Začíná v nadmořské výšce okolo 600 metrů u hory Har Rachama. Směřuje pak k severozápadu kopcovitou pouštní krajinou. Poblíž dálnice číslo 40 se stáčí k severu a z východu míjí vesnici Tlalim. Západně od vesnice Maš'abej Sade ústí zleva do vádí Nachal Revivim.